# Rock&Cat
Rock&Cat és una documental rodat el 2006, escrit i dirigit per Jordi Roigé, i produït per Utopia Global i Televisió de Catalunya. Durant el període que es va emetre en els cinemes va recaptar 66.784,38 €, essent vista per 13.364 espectadors.
Hi apareixen Duble Buble, Gossos, Cris Juanico, Montse Llaràs (Bars), Quim Mandado, Els Pets, Adrià Puntí, Gerard Quintana, Lluís Gavaldà, Pep Sala i Josep Thió